# Firefox for Mobile
Firefox for Mobile（ファイアフォックス フォー モバイル）は、Mozilla製のフルブラウザ。 Mozilla Firefoxのモバイル版として、 携帯端末向けに開発が進められている。最初に公開されたのは2009年11月10日。Firefox Syncとの同期、ウェブトラッキング防止、ローカル完結型翻訳機能、アドオン機能にも対応している。PDF.jsが内蔵されており、PDFをブラウザ内で表示・編集可能。

## 対応OS

### Android
Android版は2011年3月29日にリリースされた。初期のAndroid版はPC版のGeckoエンジンを移植したものを採用しており、コードネームはFennec。Fennecはバージョン68で開発を凍結し、メンテナンスモードに移行。新たにFirefox Previewをリリースする。Firefox PreviewはAndroid WebViewエンジンの代替となるGeckoViewエンジンを採用しており、コードネームはFenix。Firefox Previewは更新を重ね、Firefoxバージョン79として、メンテナンスモードで更新されていたFennecと差し替えられた。ここでFennecは事実上EOLとなる。
正式版のほか、テスターや開発者向けにFirefox BetaとFirefox Nightlyが別途提供されている。

### iOS
iOS版については2014年12月に開発が表明されている。Appleの方針に基づき、iOS版ではGecko由来ではなくiOS同梱のWebKitをベースとしたフレームワークが利用される。2015年11月12日にリリースされた。
正式版のほか、テスターや開発者向けにFirefox BetaがTestFlightを通じて提供されている。
2023年5月、iOS版Geckoに関するメタバグが立てられ、公式リポジトリのビルドシステムにiOSのサポートが追加される。2024年1月、AppleはEUデジタル市場法を遵法するため、EU圏でのみサードパーティ製ブラウザエンジンの利用を許可すると発表。

### その他
Maemo版はバージョン7.0まで提供された。
Windows Mobile版はバージョン1.1のアルファビルドまで提供された。2010年3月22日にWindows Phone 7がネイティブアプリの開発を認めるかどうか不透明なため、開発中止が発表された。

## アドオン
アドオンの対応はおおむねPC版を踏襲しており、バージョン1からバージョン56はXPCOM/XULアドオンに対応。バージョン57以降はWebExtensionsアドオンのみに対応している。拡張機能の仕様はPC版と同じものを採用しているが、一部APIに未対応。
初期はPC版のようにMozilla Add-onsからのインストールに対応していたが、バージョン79から一旦中断され、ブラウザの拡張機能メニューからMozillaが選別したごく一部のみをインストールできる形に制限された。2020年9月30日に開発者向けにMozilla Add-onsからのインストール機能が一部解放されたが、正式版では無効化のまま。2023年12月14日に全面解禁され、450を超えるアドオンが利用可能になった。
なお、デスクトップ版およびAndroid版のFirefox向けアドオンはiOS版Firefoxでは利用できない。